# Вібронний перехід
Вібронний перехід (англ. vibronic transition) — перехід, при якому відбуваються зміни обох квантових чисел — електронного і коливального, молекулярної частинки.
Термін введено як протиставлення до чистих електронних та коливальних переходів. Перехід відбувається між двома станами, точно так як при чистому електронному переході, але включає зміни обох — електронної та коливальної енергій.